# 市川花音
市川 花音（いちかわ かのん、2001年9月30日 - ）は、日本のAV女優。バンビプロモーション所属。

## 略歴・人物
2020年1月にデビューした小柄で華奢なロリ系のAV女優。
2020年8月に公式ツイッターのアカウントが削除され、所属事務所のホームページからプロフィールが削除された。

## 出演作品

### アダルトDVD
2020年
- エッチでイッた事がない 未開発のカラダ 141cm かのん（1月25日、kawaii*）※「かのん」名義
- 笑顔は無邪気な子供!ツン顔は案外クールビューティー! 極スリム女子大生デビュー!!（1月25日、本中）
- 渋谷で見つけた! 超生意気で脱いだら激ガリガリBODYギャル! 大嫌いなオヤジ相手なのに超敏感! 嫌がるちいさなカラダを押し潰し中出しプレス!（2月19日、kira☆kira）※「花音」名義
- 両親が帰省でいない二日間、妹に欲望剥き出しでハメまくった中出し記録。（2月25日、ダスッ!）
- 世の中を舐めきったパパ活女子 えりなちゃん(激カワ20歳)をお金の力で無理矢理ごっくん10連発! ザーメン大嫌いなのにおじさん汁を大量精飲させちゃいました!（2月25日、ナンパJAPAN）※「えりな」名義
- み○ょぱ似の140cmGAL+α 無邪気で可愛いばい（2月27日、MERCURY） ※市川花音（「みか」名義）のみ撮り下ろし
- 熊本から来た【みかchan】（3月1日、バビロン）※「みか」名義
- 一般男女モニタリングAV×マジックミラー便コラボ企画 勉強漬けの毎日をすごす性欲の溜まった10代の予備校生がまたがり顔面騎乗クンニで人生初の大失禁イキ!! インタビュー中にずぅーっと生クリトリスを激しくジュルジュルと舐められ膣内に舌をねじ込まれて発情してしまった禁欲中の未成年オマ○コはデカチン中出しSEXまでしてしまうのでしょうか!? 4 in 渋谷&四谷（3月7日、ディープス） ※「りん」名義
- 娘と父の近親相愛セックス ミニマム美少女 かのん18歳 「お父さん大好き…」娘の処女マ○コはつるつるパイパン 低身長141cm（3月10日、ケートライブ）※「かのん」名義
- 139cmの子作り練習。 おじさんとセックスし続けたオトナなカラダ（3月13日、無垢）
- 世間様に非難されるビデオ 実の娘と性交する父親の狂気と、感じまくる娘の狂気…（3月24日、思春期.com）※「花音」名義
- 孤独の風俗 制服リフレ編（3月25日、ダスッ!）
- いっぱいシコシコしてね。 カメラ目線でオナニーをサポートしてくれる奉仕型女子（3月25日、SEX Agent）
- ちっちゃな女の子を囲んでネチネチ痴漢する卑劣巨漢集団（3月26日、ナチュラルハイ）
- 家の中に潜んでいる超敏感絶倫ヤリマン○女は絶対手を出してはいけない相手にしか興奮しない超ド変態! 何回も何回もハメては勝手にイキまくり、逃げる相手を家の中で追いかけ回しては何度も何度も中出しさせる!!（4月7日、Hunter）
- 円女交際 中出しoK18歳 低身長Aカップミニマム合法ロ●娘（4月7日、パコパコ団とゆかいな仲間たち）
- マジックミラー号 同じ大学に通う男女がミラー号内でマッチング!? カメラの前でイチャラブ本気中出し（4月9日、SODクリエイト）
- 神パンスト 制服ロリ美少女の美脚を包んだ生ナマしいパンストを完全着衣でムレた足裏からつま先を味わい尽くす!時には顔騎や足コキ、時には中出し、時にはお尻にコスってぶっかけとやりたい放題!発情させられた女の変態調教絶頂プレイを楽しむフェチAV（4月9日、親父の個撮）
- ず〜っとカメラ目線でおじさん大好き制服美少女とハメまくり青春性交 141cm かのんちゃん（4月10日、S級素人）
- ザ・ノンストップ 〜ノーカットで魅せるありのままの市川花音〜（4月13日、BALTAN）
- 青春!ブルマー（4月13日、ミル）
- 「おじちゃん、私大人のキスできるよ」 昔はよく会っていた親戚の姪っ子が数年振りに帰省してきた。今ではちょっと大人になって制服も似合っているが、昔よくしていたみたいに、ほっぺにチューなんてしてくるまだまだかわいい女の子。でも、子供扱いしすぎたボクに怒る姪っ子。「おじちゃん、そんなに子供扱いしないで。私もう大人なんだから大人のキスだってできるよ」とほっぺではなく口に舌をねじ込んできてディープキス!幼い顔でまさかの本気のキス。しかも大人顔負けの舌使いでよだれまじりに何度もキスをしてきて、勃起してしまいました。姪っ子は嬉しそうに「おじちゃんもっと大人っぽいことしよ」と勃起チ○ポに手を伸ばして…。（4月19日、Hunter）
- 残業OL パンツ内大量射精（4月19日、アパッチ）
- 僕は家庭教師 真っ昼間、教え子に誘惑されて犯されて、甘い匂いの香る密室での夢のような淫靡な時間…（4月21日、思春期フィクション）
- 隣人に俺の彼女が寝取られて。 「一途な彼女が落ちた中年の絶倫性交術」（4月25日、ダスッ!）
- 互いの性器を舐め合う ベロベロクンニフェラチオ 〜溢れ出る淫汁に悦ぶ男根の行く末〜（4月25日、SEX Agent）
- SNSで知り合ったエッチ大好き女子○生と青春オフパコ動画（5月8日、SWITCH）
- 街角素人ナンパ 生中SEX撮り下ろし「家イっていいですか?」 自宅取材のついでに生中出し&顔射とヤリたい放題のSEX三昧スペシャル!（5月15日、赤面女子）
- 素行不良鬼カワSっ娘 パイパン美少女の連れ子に極太チ○ポを追撃ピストン（5月15日、ま○こ銀行）
- 監禁 〜男の性奴○になった私〜（5月19日、ドグマ）
- 未成熟な妹の体が気になりすぎて無理やり中出ししたらボクの虜に! まだまだ体が発育中の超無防備な妹と狭いワンルームで同居生活が始まって…!?上京したての妹が1人暮らしのボクの部屋に転がり込んできた!狭いワンルームで仕方なく同居生活が始まったのですが…いざ一緒に住むと無防備過ぎる胸やお尻に勃起しっぱなし!性欲も溜まりっぱなし!もう我慢の限界!ボクは気が付くと妹を襲って無理やり中出ししていました!!取り返しのつかない状況に…と思ったら、妹はその日から露骨にチ○ポを求めてきた!?ボクもその気になってしまい、何度も中出しするほど妹に夢中になってしまいました!!（5月19日、Hunter）
- 恋愛経験はひよこレベルの女子○生に媚薬まみれ極デカち○こで鬼イラマチオ。 厳ついイラマ責めの喉奥刺激で口内絶頂…喉奥射精に発情したグショグショおま○こに何度も中出し…（5月22日、DOC）
- アイドル志願者育成講座 親父の面接 養成員かのん（6月13日、REAL）
- フェアリーテール 5 36キロ小粒な体 レオタードに穴あけポッチリ乳首ミニマム級な抱き心地（6月15日、FIRST STAR）
- 街行く女子○校生が制服姿で“固定電マ”ツイスターゲーム! 羞恥ポーズで敏感おま○こを刺激され痙攣イキ!!人生初の中出しメス堕ちSEX!!（6月25日、サディスティックヴィレッジ）
- 黒人ホームステイNTR こじ開け拡張された極小の膣穴（6月25日、ダスッ!）
- 100人以上のファンとSEXして事務所をクビになったヤリマンすぎる元アイドル研修生（6月25日、あんず）※「ゆい」名義
- リピーター続出!お触りNG店の新人エステティシャンはお願いされたら断れない。セクハラお触りでフル勃起したデカチンを立ちバックで生挿入!足腰ガクブル痙攣ガチイキ!ピクピクひくつくオマ○コに連続中出し!?（6月26日、DOC）
- I LOVE HAMEっ子 I♥スクール水着 かのん●●歳（7月1日、RAINY）
- 生中出しアイドル枕営業 Vol.010（7月10日、BAZOOKA）
- プール帰りの日焼け美少女連れ去り野外レイプ映像（7月24日、I.B.WORKS）
- #アオハル #いっしょだとtkmk（7月24日、バリカワ）
- 「マ○コからあふれ出た中出し精子を自分で飲め!」 マングリ直飲み精飲相姦（8月7日、Hunter）
- アイドルのオーディションとダマされたお嬢様学校の生徒!上京田舎女子○生制服切り裂きレイプ! 3（8月13日、サディスティックヴィレッジ）
- 羞恥 新入生 発育健康診断 2020〜真夏〜（8月27日、サディスティックヴィレッジ）
- 美少女 M女育成 輪姦倶楽部（8月28日、I.B.WORKS）
- 新田舎のお嬢様学校の女子○生をさらってレイプ、射精直前に「お前より可愛い娘を今すぐ電話で呼ばないと中出しするぞ」と脅して友達を連れてこさせてその娘もレイプ、そして結局全員にナマ中出し! 6（9月10日、サディスティックヴィレッジ）
- 新 生中出しアオハル制服女子●生バイト Vol.003（9月11日、S級素人）
- 雑魚寝してたらボクの布団に友達の彼女が潜り込できて… 5 寝ぼけキスには彼氏のフリして応じておいて目覚めて拒否るカノジョに「こんなに勃起させたのキミだから」とイキ声ガマンさせ何度も奥突き!（9月11日、Z-MEN）
- 短小歓迎! 141cmの私には大きすぎるのは無理なのです。（9月13日、S-Cute）
- 『すごい〜!お兄ちゃんの大きいおちん○んが挿ってくる!』 超ウブでまだまだ子供だと思っていた妹が両手で支えるほどの大きいボクのおちん○んを自分の中にぶっ刺したらあまりの気持ち良さに我を忘れてよだれを垂らしながら何度も何度も感じまくる! ボクには超仲の良い妹がいます…。普段からボクにべったりしていて甘えてくる妹…最近、ふとした瞬間に妹ではなく、一人の女としてみてしまう時が…そんなときは決まって勃起しちゃうんです。勃起していたら妹に見られてしまいヤバいと思ったけど妹は気持ち悪がるどころかボクの勃起チ○ポに大興奮!息を荒くしながらあの超ウブな妹が女の顔をしながら『お兄ちゃんの大きいちん○ん挿れてみたい』と言ってきた!（9月19日、Hunter）

### VR
2020年
- ネットで出会った格安パパ活女子○生が新しく赴任した先の教え子だったけど、お互い共通の秘密が出来て逆に仲良くなって、校内の部室でこっそり卒業まで色々楽しんじゃった件（2月25日、お夜食カンパニー）
- 女子○生監禁（3月12日、unfinished）※「花音」名義
- まだ何も知らない娘に上司が生挿入! 父のために声を押し殺して我慢するその姿に歯を食いしばって寝たふりを続けながらクズ勃起!（3月13日、CASANOVA）
- お母さんの目が離れた隙に公園でわいせつ（3月19日、SODクリエイト）
- お兄ちゃんと一緒にエッチな練習（4月10日、CASANOVA）
- 身長140cmもない生意気な妹のマ●コにたっぷり注入（5月9日、KMPVR）
- ぬいぐるみのように小さな純潔女子と… 200●年生まれ 身長139cm Kちゃん（5月18日、KMPVR）
- 女子校生のスクール水着を観察し続けるVR（6月21日、KMPVR）

### アダルトサイト
「FANZA」
2020年
- かのん（2月25日、素人ムクムク）
- あやか（5月1日、横浜かまちょ）
- まき（6月4日、ION ミルキー倶楽部）
- かのん（7月2日、俺の素人）

「MGS動画」
2020年
- 【初撮り】【140cmの華奢ガール】【そんなにしちゃダメッ!!】女友達に居そうな明るく話すミニマム女子。次第に消えていく笑顔、華奢な身体を貫く巨根ピストンに.. ネットでAV応募→AV体験撮影 1198（3月1日、シロウトTV）※「花音」名義
- 百戦錬磨のナンパ師のヤリ部屋で、連れ込みSEX隠し撮り 154 小柄で童顔な女の子をヤリ部屋に連れ込み!小さなおまんこは感度良好!巨根に突かれてハメ潮を撒き散らしながらヨガる美少女のセックスは必見www（3月17日、ナンパTV）※「かのん」名義
- 【ミニマムギャルにノリで中出し!】【借金200万円】【今期ぴえん度No.1】実家は電気や水道が止まる極貧!親は離婚!ドン底な生活を明るく話すが毎日潰れるほど酒を飲むのは現実逃避!?酔ってエロモードを抑えきれずデカチンに大興奮!流れのまま中出しされてしまう!!!ボンビーガール03（7月25日、プレステージプレミアム）※「花音」名義

「Pcolle」
- 《過激》【電車痴漢】【自宅盗撮】【睡眠姦】140cmマイクロ美少女 白P #16（2020年5月13日、ましりと）

「FC2」
- 【国民的微乳●女】あかね★身長140cm黒髪ロリ微乳♪朝ドラ女優風美●女の頭の中はエロい事だらけ。凄手コキ&フェラ♪めっちゃ腰振りつるまん激突き中出し 【商品ページ最後に無料エロ動画プレゼント情報有り】（2020年5月28日、錦糸町ハメ撮りサークル）※「あかね」名義
- 【国民的微乳●女】あかね②★黒髪スレンダー美少女☆ほろ酔い気分でなだれ込みSEX!電マクンニでイキまくり!騎乗位でめっちゃ腰振り中出し【おまけ付】【フルHD】（2020年7月17日、錦糸町ハメ撮りサークル）※「あかね」名義

### イメージDVD
- 純真恥じらい物語 身長139cm・Aカップ（2020年6月23日、CRANE）※「荒井ちなつ」名義
- ぴよぴよ成長日記 ボクのいもうと1年生 vol.9（2020年6月23日、21世紀FAX）※「荒井ちなつ」名義